# دنی لین
دنی لین (انگلیسی: Denny Laine؛ زادهٔ ۲۹ اکتبر ۱۹۴۴ – درگذشتهٔ ۵ دسامبر ۲۰۲۳) آهنگساز، نوازنده چند ساز، خواننده-ترانه‌پرداز، و موسیقی‌دان اهل بریتانیا بود. وی از سال ۱۹۵۷ تا ۲۰۲۳ میلادی مشغول فعالیت بود. او بنیان‌گذار دو گروه بزرگ راک بود: مودی بلوز و وینگز. لاین در طول شش دهه فعالیت حرفه‌ای با هنرمندان و گروه‌های موسیقی مختلفی کار کرده‌بود و به ضبط و اجرا به عنوان یک هنرمند تک‌نواز/تک‌خوان نیز ادامه می‌داد. در سال ۲۰۱۸، نام او به عنوان عضوی از مودی بلوز در تالار مشاهیر راک اند رول ثبت شد.